# Novè Doctor
El Novè Doctor és la novena encarnació del protagonista de la sèrie britànica de ciència-ficció de la BBC Doctor Who. És interpretat per Christopher Eccleston durant la primera temporada de la nova sèrie el 2005. El Doctor és un alienígena de la raça dels senyors del temps que viatja a través de l'espai i el temps. Quan és ferit de mort, pot regenerar el seu cos, però en fer-ho pren una nova aparença física, i amb ella una personalitat nova. Encara que la història recent del personatge queda ambigua en l'episodi inicial, a poc a poc segons avança la temporada va revelant la història personal del Novè Doctor.
L'enfocament de l'equip de producció cap al personatge i la interpretació d'Eccleston van ser intencionadament diferents dels seus predecessors, declarant Eccleston que el seu personatge seria menys excèntric. Per adaptar-lo al públic del segle xxi, al Doctor se li va donar un primer acompanyant dissenyat per ser tan independent i valent com ell, en la forma de Rose Tyler. També viatja breument amb Adam Mitchell, un jove geni autosuficient que acaba traint la seva confiança, i Jack Harkness, un estafador reformat. El Doctor, Rose i Jack formen un equip molt proper, però se separen al final de la sèrie quan cada personatge ha d'afrontar una decisió difícil i el sacrifici.
El personatge ha estat generalment ben rebut pel públic. El 2006, els lectors de Doctor Who Magazine van votar com el tercer Doctor més popular. La crítica, tant de la premsa principal com la de ciència-ficció, generalment acrediten al personatge i Eccleston com els que van aconseguir refermar la sèrie després de la seva descans entre 1989 i 2005. Les interaccions del personatge amb els seus arxienemics, els dàleks, van ser especialment lloades. No obstant això, alguns crítics van sentir que Eccleston no estava fet per al personatge, ja que semblava incòmode amb un paper de gènere. Eccleston va guanyar diversos premis per la seva única temporada, inclòs el premi dels National Television Awards al millor actor.